# Сполучена Ірландія

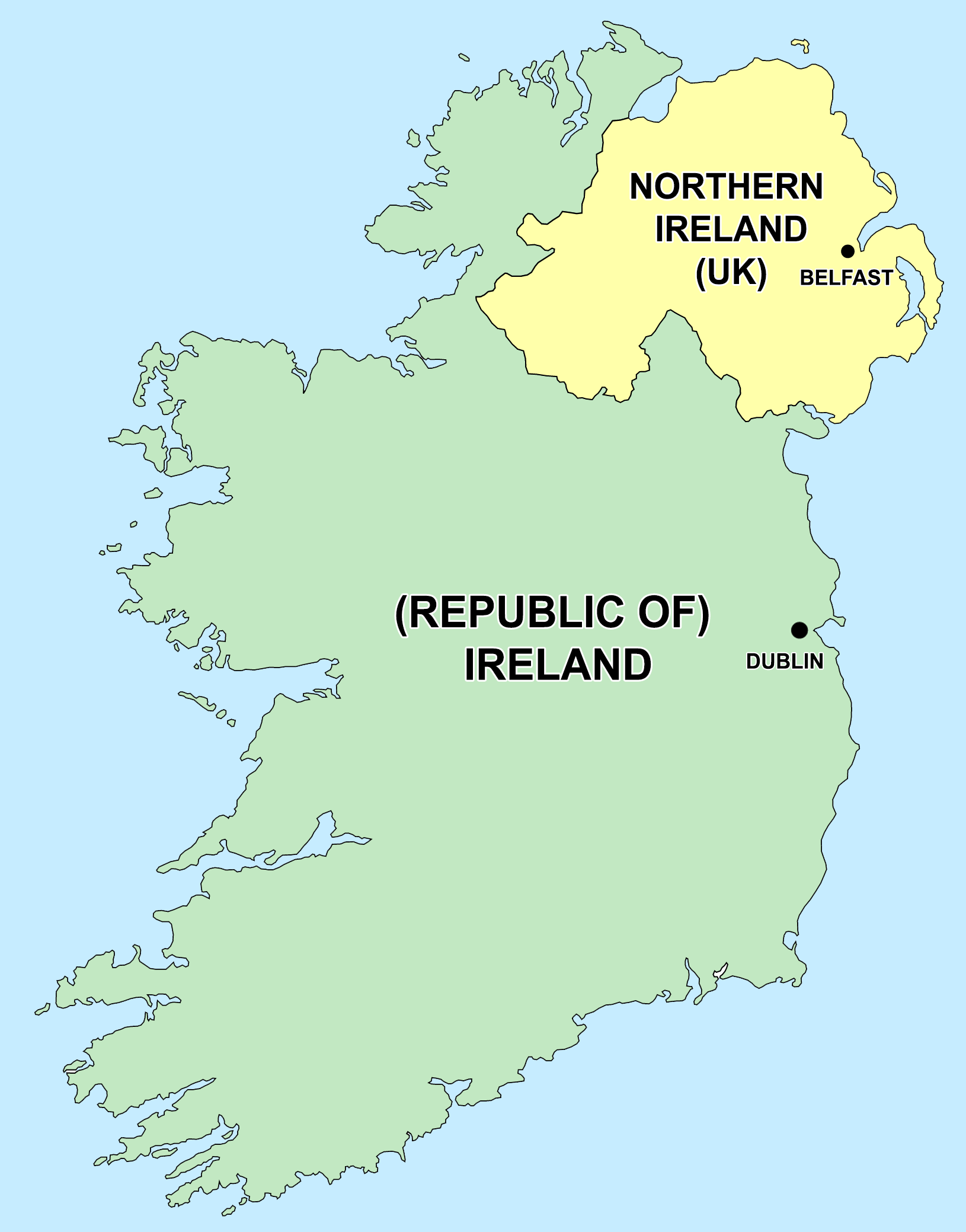
Політична мапа Ірландії на якій зображені Республіка Ірландія та Північна Ірландія

Сполучена Ірландія (англ. United Ireland) — термін, який визначає запропоновану суверенну державу, що охоплює всі тридцять два традиційні графства Ірландії. Острів Ірландія нині включає в себе території Республіки Ірландії, яка охоплює 26 графств, а також частину Великої Британії, якою є Північна Ірландія, що займає інші шість. Ідея об'єднаної Ірландії, повністю незалежної від Великої Британії, з одного боку, підтримується багатьма ірландськими націоналістами. З другого боку, юніоністи та британські націоналісти виступають за Північну Ірландію в складі Великої Британії.